# Gare des Pins
La gare des Pins est une ancienne halte ferroviaire algérienne située sur le territoire de la commune d'El Haçaiba, dans la wilaya de Sidi Bel Abbès.

## Situation ferroviaire
Établie à une altitude de 984,500 m, la gare est située au point kilométrique (PK) 121,468 de la ligne de Oued Tlelat à Béchar, où elle est précédée de la gare fermée d'El Haçaiba et suivie de la gare fermée de Tatenyaya.

## Histoire
La gare est mise en service en 1885 lors de l'ouverture de la section de Magenta (El Haçaiba) à Tatenyaya de la ligne de Tabia à Crampel,.

## Service des voyageurs

### Dessertes
En 2023, cette halte n'est pas desservie par les trains de la Société nationale des transports ferroviaires.